# ماريا إيزابيل مورينو
ماريا إيزابيل مورينو (بالإسبانية: María Isabel Moreno)‏ هي دراجة إسبانية، ولدت في 2 يناير 1981 في ريباس دي فريسير في إسبانيا.

## وصلات خارجية
- ماريا إيزابيل مورينو على موقع الاتحاد الدولي للدراجات (الإنجليزية)
- ماريا إيزابيل مورينو على موقع أرشيف الدراجات (الإنجليزية)
- ماريا إيزابيل مورينو على موقع إحصائيات الدراجات الإحترافية (الإنجليزية)
- ماريا إيزابيل مورينو على موقع CycleBase (الإنجليزية)